# IT-Tage

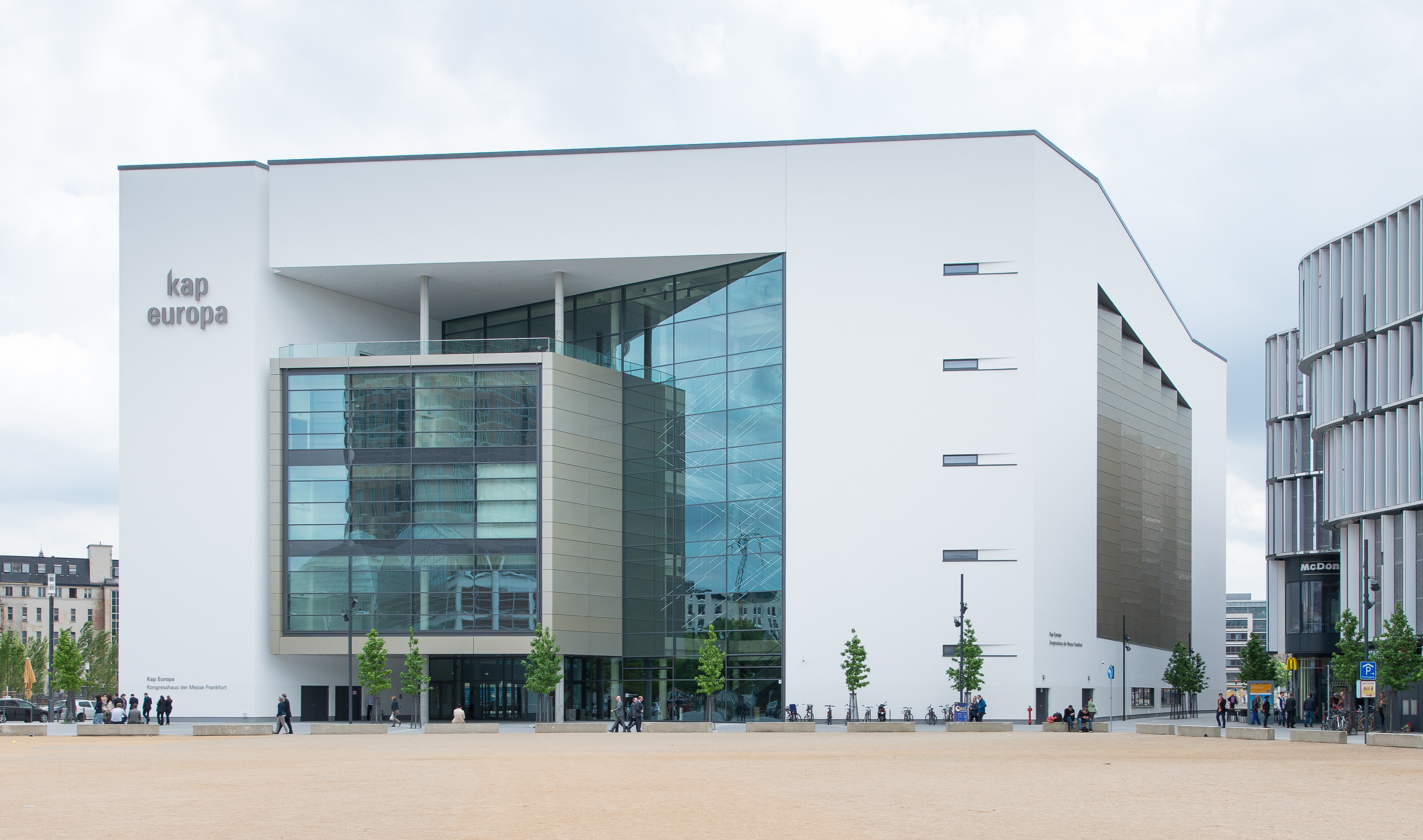
IT-Tage im Kap Europa, Kongresshaus der Messe Frankfurt(Main)

Die IT-Tage sind eine Jahrestagung und Fach-Konferenz für Technologien in den Bereichen Informatik, Software-Entwicklung, DevOps und IT-Betrieb. Veranstalter der Konferenz ist das Fachmagazin Informatik Aktuell des Alkmene-Verlags.

## Allgemeines
Die IT-Tage werden als Jahreskonferenz des Fachmagazins Informatik Aktuell jährlich in der zweiten Dezemberwoche im Kap Europa in Frankfurt am Main durchgeführt. Etwa 1500 Personen nehmen an der Konferenz jedes Jahr teil.
Die IT-Tage bestehen aus Sub-Konferenzen zu eigenen Themen und deren Schwerpunkten. Wer eine diese Konferenzen besucht, kann auch an allen anderen teilnehmen. „Alles unter einem Dach!“ war das Motto der Konferenz, die Themen wie Software-Entwicklung mit Java
, .NET oder Python, Datenbanken, DevOps und IT-Betrieb, IT-Security, Cloud und Agile miteinander vereint. Der Veranstaltungsort ist das Kap Europa, das Kongresshaus der Messe Frankfurt am Main.

## Historie
Die erste Konferenz fand 2013 im Collegium Glashütten bei Frankfurt unter dem Namen „Datenbanktage“ statt und zählte nach Angaben der Veranstalter zirka 200 Teilnehmer. Im Jahr 2014 wurde das Online-Magazin Informatik Aktuell gegründet, das seither Fachartikel rund um die Software-Entwicklung publiziert und kostenfrei im Rahmen der Open Knowledge-Initiative zur Verfügung stellt. Die Publikation erfolgt über den Alkmene-Verlag. Im Jahr 2015 wurde die Jahreskonferenz des Magazins unter dem Namen IT-Tage in Frankfurt am Main am Congress Center der Messe im Maritim mit einem deutlich erweiterten Themenspektrum durchgeführt.
2016 fand die Konferenz wieder in Frankfurt am Main an der Messe mit etwa 500 Teilnehmern statt.
Die Konferenz im Jahr 2017 zeigte im Kongresshaus der Messe Frankfurt mehr als 160 Vorträge, Workshops und Keynotes in sieben parallelen Tracks. Mehr als 700 Personen nahmen teil.
Während der IT-Tage 2018 hielt unter anderem Peter Buxmann einen Plenarvortrag zu Künstlicher Intelligenz. Ben Stopford, der Entwickler und Architekt von Apache Kafka sprach in seiner Vortrag über Streaming und Robert Panholzer von Atlassian zum Thema Innovationskultur. Etwa 160 Sessions, Workshops und Keynotes informierten in sieben parallelen Tracks. Rund 800 Teilnehmer verfolgten die Konferenz.
2019 wurden mehr als 220 Vorträge in 13 Sub-Konferenzen durchgeführt. Es nahmen mehr als 1000 Personen teil.
2020 war die Konferenz für das gesamte Kongresshaus der Messe Frankfurt am Main geplant. Die Konferenz fand aufgrund der COVID-19-Pandemie schließlich mit acht parallelen Tracks und rund 200 Vorträgen online statt. Seit 2023 werden die Konferenzen wieder in persona im Kap Europa, dem Kongresshaus der Messe Frankfurt (Main) durchgeführt.

## Sub-Konferenzen
Die IT-Tage bestehen aus Sub-Konferenzen zu unterschiedlichen Themen-Feldern. Wer an einer dieser Konferenzen teilnimmt, kann auch an allen anderen teilnehmen. So versucht die Konferenz die gesamte Bandbreite abzudecken.
| Sub-Konferenz                              | Themen |
| ------------------------------------------ | --- |
| Development-Tage (Ehemals Entwickler-Tage) | Software-Entwicklung, Clean Code, Entwicklungswerkzeuge |
| Software-Architektur-Tage                  | Software-Architekturen, Microservices, Modulithen |
| Datenbank-Tage                             | Datenbanken, Oracle, SQL-Server, DB2, MySQL, MariaDB, PostgreSQL, NoSQL, MongoDB, Couchbase, Redis, Open-Source-Datenbanken |
| Java-Tage                                  | Core Java und JVM-Languages, Java-Frameworks, Entwicklungsumgebungen, Best Practices, Erfahrungen, Neuerungen, Serverside Java, Cloud, Kubernetes, Serverless, Performance, Security |
| .NET-Tage                                  | .NET, C#, Best Practices, Erfahrungen, Neuerungen, SQL |
| Python-Tage                                | Konferenz zu Python, Software-Entwicklung, Python-Frameworks, Tools, Entwicklungsumgebungen, Best Practices, Erfahrungen, Neuerungen, Optimierung |
| KI-Tage                                    | Künstliche Intelligenz, Deep Learning, Machine Learning, Neuronale Netze, Tensorflow, Keras, PyTorch, Text Mining, Continuous Intelligence, Unsupervised Learning, rechtliche Aspekte und Folgenabschätzung |
| DevOps-Tage                                | Konferenz zu DevOps, Continuous Lifecycle, Continuous Delivery (CD) und Integration (CI), praktische Umsetzung von DevOps-Methoden, DevSecOps, Build-Management, DevSecOps/DevOps und Security |
| IT-Security-Tage                           | Konferenz zu Pentesting, Sicherheit in der Softwareentwicklung, Social Engineering, Kryptographie, Verschlüsselung, Prävention, rechtliche Aspekte |
| Cloud-Tage                                 | Serverless, Private/Public/Hybrid Cloud, Managed und Unmanaged Services, AWS, Azure, Oracle Cloud, IBM Cloud, andere Anbieter, Verfügbarkeit in der Cloud, Backup und Recovery in der Cloud, Everything-as-a-Service, Automatisierung, Cloud und Container, Security in der Cloud, Virtualisierung (VMware, Hyper-V oder Citrix) |
| Quality-Tage (ehemals Testing-Tage)        | Software-Testing, Test-Automation, Test-Bewertung, Einbindung in Continuous Delivery und Integration, Werkzeuge, Vorgehensweisen, neue Entwicklungen, Test-Konstruktion, Test-Dokumentation, Best Practices, Erfahrungen |
| Agile-Tage                                 | Agiles Mindset, Agile Kultur, Agile Transformation, Agile Leadership, Selbstorganisation und Führung, Scrum, Kanban, Gamification |
| Streaming-Tage                             | Apache Kafka, Apache Flink, Advanced Queueing (AQ), WebSphere MQ, Apache ActiveMQ, Apache Helix, Apache Camel |